# LAW-80
Il LAW-80 è un'arma anticarro portatile e monouso in servizio nell'Esercito Britannico e in altre forze armate. Progettato come successore dell'M72 LAW, il lanciamissili ha un peso di 9 kg ed un calibro di 94mm, che consente almeno 600mm di perforazione.
Caratteristica peculiare dell'arma è la presenza di un piccolo fucile di aggiustamento, che consente maggiore precisione fino a distanze di circa 500 metri e che utilizza una cartuccia particolarissima.

## Utilizzatori
- Giordania[2]
- Oman
- Sri Lanka
- Regno Unito: Primi anni '90, sostituì il L14A1 84 mm Carl Gustav e il M72 LAW (Missile 66mm HEAT L1A1) anticarro.[3]

## Galleria d'immagini
- LAW 80(1) (JPG), su i16.photobucket.com.
- LAW 80(2) (JPG), su i16.photobucket.com.
- LAW 80(3) (JPG), su i16.photobucket.com.
- LAW 80(4) (JPG), su i16.photobucket.com.